# جيمس كيريغان
جيمس كيريغان هو سياسي أمريكي، ولد في 25 ديسمبر 1828 في نيويورك في الولايات المتحدة، وتوفي في 1 نوفمبر 1899 في بروكلين في الولايات المتحدة. نشط حزبياً في الحزب الديمقراطي. وقد انتخب عضو مجلس النواب الأمريكي ‏.